# تناقض صحت
تناقض صحت (انگلیسی: Accuracy paradox) یک پارادوکس است که صحت (Accuracy) معیار خوبی برای مدل‌های پیشگویانه در هنگام طبقه‌بندی در تجزیه و تحلیل پیش‌بینی نیست. این به این دلیل است که یک مدل ساده ممکن است دارای سطح بالایی از دقت باشد اما بسیار خام باشد تا مفید باشد.
به عنوان مثال، اگر رخداد دسته A غالب باشد، در ۹۹٪ موارد یافت می‌شود، اگر مدل پیشگویانه پیش‌بینی کند که همهٔ موارد متعلق به دسته A هستند باز هم ۹۹٪ صحت خواهد داشت که درست نیست.
در مواردی که دسته‌بندی‌ها به شدت نامتعادل هستند دقت و به یاد آوردن (Precision and recall) معیارهای بهتر برای ارزشیابی مدل هستند. مسئله اساسی این است که عدم تعادل طبقاتی بین طبقه مثبت و طبقه منفی وجود دارد.
احتمالات پیش از این کلاس‌ها باید در آنالیز خطا محاسبه شوند.
همچنین باید توجه داشت که دسته‌بندی بسیار نامتعادل در مجموعهٔ تست، باعث می‌شود که دقت (Precision) نیز سوگیری (bias) داشته باشد.